# بانک ملی بحرین
بانک ملی بحرین (انگلیسی: National Bank of Bahrain) شرکت خدمات مالی و بانکداری بحرینی است، که در سال ۱۹۵۷ تأسیس شد.